# اسکریبونیوس لارگوس
اسکریبونیوس لارگوس Scribonius Largus (ح. ۱-ح. ۵۰) داروشناس رومی بود که در زمان تیبریوس و کلودیوس برآمد.
در حدود ۴۷ میلادی ترکیب ادویه را تألیف کرد که مجموعه‌ای شامل ۲۷۱ نسخه بود. بسیاری از نسخه‌ها دارای منشأ عامیانه و سحری است، ولی برخی دیگر دارای ارزش علمی زیادی است. این تألیف از جمله شامل قدیم‌ترین گزارش تهیهٴ تریاک و تجویز نوعی ماهی دارای امواج برقی برای معالجهٴ سردرد است (برق درمانی). از داروهایی که یاد کرده است ۲۴۲ دارو از گیاهان، ۳۶ دارو از مواد معدنی و ۲۷ دارو از جانوران به دست می‌آید.